# Paul Hainlein
Paul Hainlein   (Nuremberg, 11 d'abril de 1626 - Nuremberg, 6 d'agost de 1686) Va ser un compositor i fabricant de trompetes alemany del Barroc.
Vida i treballPaul Hainlein provenia d'una família molt respectada de fabricants d'instruments a Nuremberg. Ja als dotze anys es va anomenar "Studiosus musicus" i va compondre música funerària. El 1646, per instància del seu pare Sebastian Hainlein II, va emprendre un viatge d'estudi que el va portar a Linz i Múnic. Un any després, el 1647 i el 1648, va viatjar al nord d'Itàlia, des d'allà va escriure diversos llibres de viatges en els quals va descriure la vida musical. En particular, va mencionar el compositor Giovanni Rovetta. Després del seu retorn, va obtenir un treball al consell musical de Nuremberg amb com i va treballar al costat del seu pare com a trompetista. Va tenir entre els seus mestres a Heinrich Schwemmer i, a tot tardar, el 1651, va rebre el títol de músic.
Els instruments del seu taller es poden trobar avui a les col·leccions d'instruments a Bad Säckingen, Nuremberg, Berlín, Copenhaguen i Brussel·les.
La seva professió principal devia ser la de músic, perquè el llibre matrimonial de 1651 només enumera músics i organistes. Des de 1655 era organista a Sankt Egidien, el 1658 va rebre l'important càrrec d'organista a Sankt Sebald.